# Serie A1 2016-2017 (pallanuoto maschile)
La Serie A1 2016-2017 è stata la 98ª edizione della massima serie del campionato italiano maschile di pallanuoto. La stagione regolare è iniziata il 15 ottobre 2016 e si è conclusa il 13 maggio 2017; per il secondo anno consecutivo i play-off sono articolati con la formula della Final Six che si è disputata al Palazzo del Nuoto di Torino dal 18 al 20 maggio. Le squadre dal 10º al 13º posto disputano i playout salvezza con la formula della Final Four (nella stessa sede delle Final Six Scudetto) il 19 e 20 maggio.
Le squadre neopromosse sono due: lo Sporting Club Quinto e il Torino '81.
Il 26 settembre 2016 fallisce la Rari Nantes Bogliasco, la cui eredità sportiva viene presa dal Bogliasco 1951, nuova società che permette alla cittadina ligure di mantenere una squadra nel massimo campionato nazionale.

## Squadre partecipanti
| Club              | Città      | Piscina                                         | Stagione 2015-2016                                                         |
| ----------------- | ---------- | ----------------------------------------------- | -------------------------------------------------------------------------- |
| Acquachiara       | Napoli     | Piscina Felice Scandone                         | 7ª in Serie A1                                                             |
| AN Brescia        | Brescia    | Centro Natatorio Mompiano                       | 2ª in Serie A1                                                             |
| Bogliasco         | Bogliasco  | Stadio del Nuoto Gianni Vassallo                | 9ª in Serie A1                                                             |
| Canottieri Napoli | Napoli     | Piscina Felice Scandone                         | 4° in Serie A1                                                             |
| Lazio             | Roma       | Stadio Olimpico del Nuoto                       | 11ª in Serie A1                                                            |
| Ortigia           | Siracusa   | Piscina Paolo Caldarella                        | 12ª in Serie A1; salva dopo i Play-out                                     |
| Posillipo         | Napoli     | Piscina Felice Scandone                         | 5ª in Serie A1                                                             |
| Pro Recco         | Recco (GE) | Piscina "Giuva Baldini" (Camogli)               | 1ª in Serie A1; campione d'Italia in carica; vincitrice della Coppa Italia |
| Quinto            | Genova     | Stadio del nuoto di Albaro                      | 1ª nel girone Nord di Serie A2; vincitrice Play-off                        |
| Roma Vis Nova     | Roma       | Stadio Olimpico del Nuoto                       | 10ª in Serie A1                                                            |
| Savona            | Savona     | Piscina Carlo Zanelli                           | 6ª in Serie A1                                                             |
| Sport Management  | Verona     | Piscine Manara (Busto Arsizio VA)               | 3ª in Serie A1                                                             |
| Torino '81        | Torino     | Piscina Stadio Monumentale                      | 2ª nel girone Nord di Serie A2; vincitrice Play-off                        |
| Trieste           | Trieste    | Polo Natatorio Città di Trieste "Bruno Bianchi" | 8ª in Serie A1                                                             |

## Allenatori
| Club              | Allenatore           |
| ----------------- | -------------------- |
| Acquachiara       | Giuseppe Porzio      |
| AN Brescia        | Alessandro Bovo      |
| Bogliasco         | Daniele Bettini      |
| Canottieri Napoli | Paolo Zizza          |
| Lazio             | Massimo Tafuro       |
| Ortigia           | Giannis Giannouris   |
| Posillipo         | Mauro Occhiello      |
| Pro Recco         | Vladimir Vujasinović |
| Quinto            | Marco Paganuzzi      |
| Roma Vis Nova     | Cristiano Ciocchetti |
| Savona            | Alberto Angelini     |
| Sport Management  | Marco Baldineti      |
| Torino '81        | Simone Aversa        |
| Trieste           | Stefano Piccardo     |

## Regular season

### Classifica
|  | Pos. | Squadra           | Pt | G  | V  | N | P  | GF  | GS  | DR   |
|  | ---- | ----------------- | -- | -- | -- | - | -- | --- | --- | ---- |
|  | 1.   | Pro Recco         | 75 | 26 | 25 | 0 | 1  | 352 | 131 | +221 |
|  | 2.   | AN Brescia        | 73 | 26 | 24 | 1 | 1  | 340 | 170 | +170 |
|  | 3.   | Sport Management  | 62 | 26 | 20 | 2 | 4  | 349 | 217 | +132 |
|  | 4.   | Posillipo         | 53 | 26 | 18 | 2 | 6  | 243 | 197 | +56  |
|  | 5.   | Canottieri Napoli | 48 | 26 | 15 | 3 | 8  | 228 | 218 | +10  |
|  | 6.   | Savona            | 38 | 26 | 11 | 5 | 10 | 232 | 243 | -11  |
|  | 7.   | Trieste           | 29 | 26 | 8  | 5 | 13 | 210 | 240 | -30  |
|  | 8.   | Acquachiara       | 27 | 26 | 9  | 3 | 14 | 220 | 281 | -61  |
|  | 9.   | Ortigia           | 26 | 26 | 8  | 2 | 16 | 215 | 267 | -52  |
|  | 10.  | Roma Vis Nova     | 22 | 26 | 6  | 4 | 16 | 227 | 299 | -72  |
|  | 11.  | Torino '81        | 22 | 26 | 6  | 4 | 16 | 208 | 298 | -90  |
|  | 12.  | Lazio             | 20 | 26 | 6  | 2 | 18 | 187 | 286 | -99  |
|  | 13.  | Bogliasco         | 19 | 26 | 5  | 4 | 17 | 234 | 304 | -70  |
|  | 14.  | Quinto            | 10 | 26 | 2  | 4 | 20 | 174 | 273 | -99  |

### Calendario e risultati
| 15/19-10-16 | 1ª giornata                    | 04/18-02-17 |
| 3-9         | Acquachiara - Sport Management | 11-20       |
| 10-10       | Bogliasco - Savona             | 7-11        |
| 6-13        | Lazio - AN Brescia             | 5-16        |
| 19-7        | Posillipo - Quinto             | 9-7         |
| 14-2        | Pro Recco - Ortigia            | 14-2        |
| 5-9         | Torino '81 - CC Napoli         | 6-11        |
| 13-11       | Trieste - Roma Vis Nova        | 11-13       |

| 2-11-16 | 4ª giornata               | 25-02-17 |
| 13-8    | AN Brescia - Trieste      | 11-2     |
| 10-12   | Bogliasco - Torino '81    | 7-7      |
| 11-13   | CC Napoli - Acquachiara   | 11-5     |
| 7-12    | Ortigia - Posillipo       | 9-10     |
| 7-16    | Quinto - Sport Management | 8-18     |
| 3-15    | Roma Vis Nova - Pro Recco | 6-19     |
| 10-6    | Savona - Lazio            | 8-9      |

| 26-11-16 | 7ª giornata                | 25-03-17 |
| 11-9     | Acquachiara - Bogliasco    | 8-5      |
| 8-11     | Lazio - Torino '81         | 12-7     |
| 4-9      | Posillipo - Pro Recco      | 4-9      |
| 6-11     | Quinto - CC Napoli         | 6-6      |
| 6-14     | Roma Vis Nova - AN Brescia | 9-16     |
| 18-11    | Sport Management - Ortigia | 11-5     |
| 7-7      | Trieste - Savona           | 6-8      |

| 17/21-12-16 | 10ª giornata                 | 08-04-17 |
| 18-5        | AN Brescia - Savona          | 10-4     |
| 6-6         | Bogliasco - Quinto           | 6-4      |
| 17-7        | CC Napoli - Ortigia          | 7-5      |
| 12-11       | Lazio - Acquachiara          | 8-8      |
| 13-2        | Pro Recco - Sport Management | 10-8     |
| 5-6         | Roma Vis Nova - Posillipo    | 7-10     |
| 10-11       | Torino '81 - Trieste         | 5-5      |

| 28-01-17 | 13ª giornata                 | 13-05-17 |
| 23-12    | AN Brescia - Torino '81      | 12-6     |
| 11-9     | Bogliasco - Ortigia          | 5-14     |
| 5-11     | CC Napoli - Pro Recco        | 3-16     |
| 10-10    | Quinto - Lazio               | 9-7      |
| 13-5     | Savona - Roma Vis Nova       | 12-13    |
| 6-4      | Sport Management - Posillipo | 11-11    |
| 11-9     | Trieste - Acquachiara        | 8-8      |

| 22-10-16 | 2ª giornata                | 11-02-17 |
| 12-7     | AN Brescia - Posillipo     | 8-3      |
| 11-4     | CC Napoli - Lazio          | 11-9     |
| 8-11     | Quinto - Acquachiara       | 7-10     |
| 16-8     | Ortigia - Torino '81       | 9-9      |
| 16-13    | Roma Vis Nova - Bogliasco  | 9-12     |
| 6-11     | Savona - Pro Recco         | 8-14     |
| 8-7      | Sport Management - Trieste | 15-11    |

| 12-11-16 | 5ª giornata                   | 04-03-17 |
| 6-10     | Acquachiara - Ortigia         | 9-13     |
| 4-13     | Lazio - Bogliasco             | 11-10    |
| 8-8      | Posillipo - Savona            | 8-4      |
| 9-9      | Quinto - Roma Vis Nova        | 10-12    |
| 8-8      | Sport Management - AN Brescia | 7-12     |
| 3-17     | Torino '81 - Pro Recco        | 7-17     |
| 6-7      | Trieste - CC Napoli           | 7-10     |

| 03-12-16 | 8ª giornata               | 29-03-17 |
| 14-9     | AN Brescia - CC Napoli    | 12-2     |
| 9-9      | Bogliasco - Trieste       | 10-11    |
| 5-10     | Lazio - Roma Vis Nova     | 8-6      |
| 8-7      | Ortigia - Quinto          | 7-6      |
| 21-6     | Pro Recco - Acquachiara   | 11-6     |
| 6-14     | Savona - Sport Management | 10-20    |
| 5-10     | Torino '81 - Posillipo    | 6-10     |

| 14-01-17 | 11ª giornata                  | 22-04-17 |
| 7-10     | Acquachiara - Posillipo       | 8-12     |
| 18-4     | AN Brescia - Bogliasco        | 21-8     |
| 4-17     | Quinto - Pro Recco            | 1-15     |
| 11-8     | Roma Vis Nova - Ortigia       | 4-8      |
| 10-10    | Savona - CC Napoli            | 8-4      |
| 18-5     | Sport Management - Torino '81 | 19-9     |
| 10-7     | Trieste - Lazio               | 6-5      |

| 29-10-16 | 3ª giornata                      | 22-02-17 |
| 7-14     | Acquachiara - AN Brescia         | 9-14     |
| 6-9      | Lazio - Ortigia                  | 10-9     |
| 7-8      | Posillipo - CC Napoli            | 6-5      |
| 14-7     | Pro Recco - Bogliasco            | 15-8     |
| 15-5     | Sport Management - Roma Vis Nova | 20-9     |
| 4-7      | Torino '81 - Savona              | 16-16    |
| 11-7     | Trieste - Quinto                 | 6-7      |

| 19-11-16 | 6ª giornata                  | 18-03-17 |
| 12-4     | AN Brescia - Quinto          | 14-11    |
| 9-13     | Bogliasco - Posillipo        | 14-13    |
| 10-8     | CC Napoli - Sport Management | 7-12     |
| 8-12     | Ortigia - Trieste            | 8-8      |
| 11-4     | Pro Recco - Lazio            | 18-6     |
| 15-8     | Roma Vis Nova - Torino '81   | 6-11     |
| 15-5     | Savona - Acquachiara         | 8-9      |

| 14-12-16 | 9ª giornata                  | 01-04-17 |
| 8-7      | Acquachiara - Torino '81     | 8-11     |
| 11-11    | CC Napoli - Roma Vis Nova    | 8-5      |
| 6-14     | Ortigia - AN Brescia         | 5-15     |
| 13-5     | Posillipo - Lazio            | 14-7     |
| 6-7      | Quinto - Savona              | 3-8      |
| 19-11    | Sport Management - Bogliasco | 15-11    |
| 2-9      | Trieste - Pro Recco          | 8-15     |

| 21-01-17 | 12ª giornata                | 06-05-17 |
| 12-9     | Acquachiara - Roma Vis Nova | 12-12    |
| 10-11    | Bogliasco - CC Napoli       | 9-13     |
| 9-17     | Lazio - Sport Management    | 4-15     |
| 8-10     | Ortigia - Savona            | 12-13    |
| 10-5     | Posillipo - Trieste         | 10-9     |
| 11-9     | Pro Recco - AN Brescia      | 6-7      |
| 11-8     | Torino '81 - Quinto         | 7-6      |

### Play-off

#### Quarti di finale
| Arbitri: | Lo Dico Ceccarelli |

|                                                 |           |                                                  |
| Petković: 4 Mirarchi: 2 Gitto, Bini, Deserti: 1 | Marcatori | 2: Milaković 1: Colombo, Bianco, Ravina, Sadovyy |

| Arbitri: | L.Bianco D. Bianco |

|                                                |           |                                         |
| Mattiello, Saccoia: 3 Subotić, Vlachopoulos: 1 | Marcatori | 4: Baraldi 2: Giorgetti, Dolce 1: Gitto |

#### Semifinali
| Arbitri: | Taccini Lo Dico |

|                                                                                                |           |                                          |
| Figlioli, Echenique, Aicardi, Ivović: 3 Sukno, Figari: 2 Bruni, Fondelli, Di Somma, Bodegas: 1 | Marcatori | 3: Giorgetti 1: Maccioni, Dolce, Velotto |

| Arbitri: | Riccitelli Ceccarelli |

|                                                                       |           |                                       |
| Nora, Presciutti: 2 Guerrato, Pasković, Muslim, Ubović, Napolitano: 1 | Marcatori | 2: Petković 1: Jelača, Mirarchi, Bini |

#### Finale 3º posto
| Arbitri: | Riccitelli Taccini |

|                                              |           |                                             |
| Giorgetti: 4 Baraldi: 2 Dolce, Campopiano: 1 | Marcatori | 2: Gallo, Mirarchi 1: Bini, Petkovic, Razzi |

#### Finale
| Arbitri: | Paoletti Severo |

|                                                                             |           |                                                    |
| Sukno: 3 Mandić, Bodegas, Ivović: 2 Di Fulvio, Figlioli, Figari, Aicardi: 1 | Marcatori | 2: Bertoli 1: Presciutti, Pasković, Muslim, Ubović |

### Play-out
| Arbitri: | Gomez Colombo |

|                                                              |           |                                                 |
| Briganti: 2 Innocenzi, Bitadze, Vittorioso, Vitola, Gobbi: 1 | Marcatori | 2: Vavić, Gambacorta, Divković 1: Guidi, Fracas |

| Arbitri: | L. Bianco D. Bianco |

|                                         |           |                                              |
| Maffè, Oggero, Seinera: 2 Vuksanovic: 1 | Marcatori | 5: Cannella 2: Colosimo, Di Rocco, Maddaluno |

#### Finale
| Arbitri: | Gomez Colombo |

|                                                    |           |                                                 |
| 4: Gaffuri 2: Oggero 1: Bezić, Vuksanovic, Seinera | Marcatori | Gianni: 2 Bitadze, Vittorioso, Vitola, Gobbi: 1 |

## Verdetti per le coppe europee
| Squadra           | Qualificazione                 | Fase d'entrata                                             |
| ----------------- | ------------------------------ | ---------------------------------------------------------- |
| Pro Recco         | LEN Champions League 2017-2018 | Direttamente nel Preliminary Round (4º Turno), 25Oct -9May |
| AN Brescia        | LEN Champions League 2017-2018 | 2º Turno Qualificazione, 28Sept - 1Oct                     |
| Canottieri Napoli | LEN Champions League 2017-2018 | 1º Turno Qualificazione, 14Sept- 17Sept                    |
| Sport Management  | LEN Euro Cup 2017-2018         | 1º Turno Qualificazione, 27Sept -1Oct                      |